# Rheebruggen (buurtschap)
Rheebruggen is een buurtschap in de gemeente De Wolden, provincie Drenthe (Nederland). De buurtschap is gelegen ten oosten van Uffelte en de provinciale weg N371 en ten westen van Ansen.
In 1382 wordt Rederbroec voor het eerst vermeld. Andere namen zijn Rhobrugge en Reebroggen. Een oude betekenis van rhee of rede is riet of waterloop. Het woord broek wijst op een natte omgeving, waar voortdurend water opwelt, of land dat regelmatig onder water komt te staan.
Het beekje dat hier stroomt wordt Scheidgruppe genoemd, en dat wijst op een oude grens. Aan het beekje liggen de restanten van de motte Borgbarchien uit de 11e of 12e eeuw. De heuvel is 30 bij 25 meter in omvang en nu nog maar zo'n 3 meter hoog. De gracht was 17,5 tot 25 meter breed en maximaal 2,4 meter diep. In de loop der tijd is deze door afzettingen uit het beekje opgevuld.
Een aantal honderd meter noordelijker werd de  Havezate Rheebruggen gebouwd, een bescheiden hofstede die in 1616 als havezate werd erkend. Dit adellijke huis werd eeuwenlang bewoond door de familie Van den Clooster. In 1835 werd het gesloopt en bouwde men op het terrein een nieuwe boerderij. 
Het Drentse Landschap beheert nu het landgoed Rheebruggen, vanuit De Veldkamp, hun beheerboerderij aan de zuidkant van de buurtschap. 

## Verwijzingen
- Albert Speelman op YouTube: Rheebruggen - Motte Borgbarchien, 29 december 2019, Restanten van het mottekasteel bij Rheebruggen.

Dorpen en Buurtschappen: Alteveer · Ansen (deels) · Berghuizen · Drogteropslagen · Echten · Eursinge · Fort · Haakswold · Hees · Kerkenveld · Koekange · Koekangerveld · Linde · Oldenhave · Oosteinde · Ruinen · Ruinerweide · Ruinerwold · Veeningen · Weerwille · de Wijk · Zuidwolde

Overige kernen: Anholt · Armweide · Bazuin · Benderse (deels) · Blijdenstein · Bloemberg · Braamberg (deels) · Buitenhuizen · Bultinge · Dickninge · Dijkhuizen · Drogt · Dunningen · Eemten · Engeland · Gijsselte · Haalweide · Hoge Linthorst · Kraloo (deels) · Kraloo · Leeuwte · Lubbinge · Lunssloten · Middelveen · Nolde · Noordwijk · Oosterwijk · Oshaar · Oud Veeningen · Paardelanden · Pieperij · Rheebruggen · Schottershuizen · Schrapveen · De Stapel · Steenbergen · Struikberg · De Stuw · Ten Arlo · De Tippe · Vuile Riete · Wemmenhove · Witteveen (deels) 

Drenthe: Steden en dorpen      Nederland: Provincies · Gemeenten